# Patinaj artistic la Jocurile Olimpice de iarnă din 2022 - Trofeu echipe
Proba de patinaj artistic echipe de la Jocurile Olimpice de iarnă din 2022 de la Beijing, China a avut loc în perioada 4-7 februarie 2022 la Capital Indoor Stadium.
Inițial, echipa Comitetului Olimpic Rus a încheiat pe primul loc și a primit medaliile de aur la ceremonia de premiere. Însă la scurt timp după concurs a fost anunțat controlul pozitiv antidoping al Kamilei Valieva. După ce Tribunalul de Arbitraj Sportiv de la Lausanne a confirmat suspendarea pentru patru ani a patinatoarei ruse și anularea tuturor rezultatelor acesteia începând cu 25 decembrie 2021, Statele Unite au intrat în posesia medaliilor de aur, Japonia a obținut medaliile de argint, iar fără punctele aduse de Valieva, COR a coborât pe locul trei și primește medaliile de bronz.

## Program
Orele sunt orele Chinei (ora României + 6 ore).
| Dată        | Ora         | Rundă                                           |
| ----------- | ----------- | ----------------------------------------------- |
| 4 februarie | 10:02–11:15 | Programul scurt masculin pentru proba de echipe |
| 4 februarie | 11:41–12:54 | Programul scurt dans pentru proba de echipe     |
| 4 februarie | 13:22–14:55 | Programul scurt perechi pentru proba de echipe  |
| 6 februarie | 09:37-10:50 | Programul scurt feminin pentru proba de echipe  |
| 6 februarie | 11:57-12:44 | Programul liber perechi pentru proba de echipe  |
| 7 februarie | 09:22-10:01 | Programul liber masculin pentru proba de echipe |
| 7 februarie | 10:31-11:10 | Programul liber dans pentru proba de echipe     |
| 7 februarie | 11:37-12:16 | Programul liber feminin pentru proba de echipe  |

## Rezultate

### Program scurt

#### Masculin
Programul scurt masculin s-a desfășurat pe 4 februarie 2022. 
| Loc | Nume                 | Țară                       | SST    | SET   | SCP   | ÎP   | TR   | PE   | CG   | IN   | P    | NSt | Pt. |
| --- | -------------------- | -------------------------- | ------ | ----- | ----- | ---- | ---- | ---- | ---- | ---- | ---- | --- | --- |
| 1   | Nathan Chen          | Statele Unite ale Americii | 111,71 | 63,85 | 47,86 | 9,54 | 9,39 | 9,64 | 9,61 | 9,68 | 0,00 | 8   | 10  |
| 2   | Shoma Uno            | Japonia                    | 105,46 | 58,89 | 46,57 | 9,43 | 9,07 | 9,39 | 9,32 | 9,36 | 0,00 | 6   | 9   |
| 3   | Mark Kondratiuk      | COR                        | 95,81  | 52,81 | 43,00 | 8,57 | 8,29 | 8,64 | 8,75 | 8,75 | 0,00 | 5   | 8   |
| 4   | Morisi Kvitelashvili | Georgia                    | 92,37  | 50,63 | 41,74 | 8,39 | 8,21 | 8,43 | 8,39 | 8,32 | 0,00 | 7   | 7   |
| 5   | Daniel Grassl        | Italia                     | 88,10  | 47,18 | 40,92 | 8,18 | 8,00 | 8,21 | 8,32 | 8,21 | 0,00 | 9   | 6   |
| 6   | Jin Boyang           | China                      | 82,87  | 43,91 | 39,96 | 8,21 | 7,71 | 7,89 | 8,11 | 8,04 | 1,00 | 4   | 5   |
| 7   | Michal Březina       | Cehia                      | 76,77  | 36,63 | 40,14 | 8,21 | 7,75 | 8,00 | 8,11 | 8,07 | 0,00 | 3   | 4   |
| 8   | Roman Sadovsky       | Canada                     | 71,06  | 32,27 | 38,79 | 7,79 | 7,64 | 7,61 | 7,86 | 7,89 | 0,00 | 2   | 3   |
| 9   | Paul Fentz           | Germania                   | 68,64  | 33,43 | 35,21 | 7,21 | 6,89 | 6,93 | 7,18 | 7,00 | 0,00 | 1   | 2   |

#### Perechi
Programul de perechi s-a desfășurat pe 4 februarie 2022.
| Loc | Nume                                    | Țară                       | SST   | SET   | SCP   | ÎP   | TR   | PE   | CG   | IN   | P     | NSt | Pt. |
| --- | --------------------------------------- | -------------------------- | ----- | ----- | ----- | ---- | ---- | ---- | ---- | ---- | ----- | --- | --- |
| 1   | Sui Wenjing / Han Cong                  | China                      | 82,83 | 44,97 | 37,86 | 9,36 | 9,25 | 9,64 | 9,54 | 9,54 | 0,00  | 8   | 10  |
| 2   | Anastasia Mishina / Aleksandr Galliamov | COR                        | 82,64 | 45,22 | 37,42 | 9,25 | 9,21 | 9,46 | 9,43 | 9,43 | 0,00  | 9   | 9   |
| 3   | Alexa Knierim / Brandon Frazier         | Statele Unite ale Americii | 75,00 | 41,02 | 33,98 | 8,36 | 8,39 | 8,61 | 8,54 | 8,57 | 0,00  | 4   | 8   |
| 4   | Riku Miura / Ryuichi Kihara             | Japonia                    | 74,45 | 39,83 | 34,62 | 8,68 | 8,64 | 8,68 | 8,75 | 8,54 | 0,00  | 5   | 7   |
| 5   | Kirsten Moore-Towers / Michael Marinaro | Canada                     | 67,34 | 34,06 | 33,28 | 8,29 | 8,18 | 8,25 | 8,43 | 8,46 | 0,00  | 7   | 6   |
| 6   | Karina Safina / Luka Berulava           | Georgia                    | 64,79 | 35,59 | 29,20 | 7,39 | 7,21 | 7,32 | 7,29 | 7,29 | 0,00  | 3   | 5   |
| 7   | Nicole Della Monica / Matteo Guarise    | Italia                     | 60,30 | 30,75 | 30,55 | 7,82 | 7,50 | 7,29 | 7,86 | 7,71 | –1,00 | 6   | 4   |
| 8   | Jelizaveta Žuková / Martin Bidař        | Cehia                      | 56,70 | 30,01 | 27,69 | 7,07 | 6,71 | 6,71 | 7,07 | 7,04 | –1,00 | 2   | 3   |
| 9   | Sofiia Holichenko / Artem Darenskyi     | Ucraina                    | 53,65 | 28,23 | 25,42 | 6,39 | 6,18 | 6,29 | 6,64 | 6,29 | 0,00  | 1   | 2   |

#### Dans
Proba de dans ritmic a avut loc pe 4 februarie 2022.
| Loc | Nume                                   | Țară                       | SST   | SET   | SCP   | ÎP   | TR   | PE   | CG   | IN   | P    | NSt | Pt. |
| --- | -------------------------------------- | -------------------------- | ----- | ----- | ----- | ---- | ---- | ---- | ---- | ---- | ---- | --- | --- |
| 1   | Madison Hubbell / Zachary Donohue      | Statele Unite ale Americii | 86,56 | 48,50 | 38,06 | 9,50 | 9,32 | 9,57 | 9,54 | 9,64 | 0,00 | 7   | 10  |
| 2   | Victoria Sinitsina / Nikita Katsalapov | COR                        | 85,05 | 46,92 | 38,13 | 9,50 | 9,46 | 9,43 | 9,64 | 9,64 | 0,00 | 10  | 9   |
| 3   | Charlène Guignard / Marco Fabbri       | Italia                     | 83,83 | 47,12 | 36,71 | 9,14 | 9,04 | 9,29 | 9,21 | 9,21 | 0,00 | 9   | 8   |
| 4   | Piper Gilles / Paul Poirier            | Canada                     | 82,72 | 45,47 | 37,25 | 9,25 | 9,11 | 9,43 | 9,39 | 9,39 | 0,00 | 8   | 7   |
| 5   | Wang Shiyue / Liu Xinyu                | China                      | 74,66 | 41,66 | 33,00 | 8,25 | 8,07 | 8,39 | 8,21 | 8,32 | 0,00 | 6   | 6   |
| 6   | Natálie Taschlerová / Filip Taschler   | Cehia                      | 68,99 | 38,68 | 30,31 | 7,54 | 7,36 | 7,68 | 7,64 | 7,68 | 0,00 | 2   | 5   |
| 7   | Misato Komatsubara / Tim Koleto        | Japonia                    | 66,54 | 37,15 | 29,39 | 7,32 | 7,18 | 7,39 | 7,39 | 7,46 | 0,00 | 1   | 4   |
| 8   | Maria Kazakova / Georgy Reviya         | Georgia                    | 64,60 | 35,00 | 29,60 | 7,36 | 7,21 | 7,50 | 7,46 | 7,46 | 0,00 | 4   | 3   |
| 9   | Oleksandra Nazarova / Maksym Nikitin   | Ucraina                    | 64,08 | 34,16 | 29,92 | 7,50 | 7,36 | 7,54 | 7,43 | 7,57 | 0,00 | 5   | 2   |
| 10  | Katharina Müller / Tim Dieck           | Germania                   | 63,21 | 33,53 | 29,69 | 7,36 | 7,25 | 7,46 | 7,54 | 7,50 | 0,00 | 3   | 1   |

#### Feminin
Programul scurt feminin s-a desfășurat pe 6 februarie 2022.
| Loc | Nume                | Țară                       | SST   | SET   | SCP   | ÎP   | TR   | PE   | CG   | IN   | P    | NSt | Pt. |
| --- | ------------------- | -------------------------- | ----- | ----- | ----- | ---- | ---- | ---- | ---- | ---- | ---- | --- | --- |
| 1   | Wakaba Higuchi      | Japonia                    | 74,73 | 40,54 | 34,19 | 8,61 | 8,32 | 8,57 | 8,61 | 8,61 | 0,00 | 8   | 9   |
| 2   | Madeline Schizas    | Canada                     | 69,60 | 37,56 | 32,04 | 7,86 | 7,79 | 8,25 | 8,04 | 8,11 | 0,00 | 6   | 8   |
| 3   | Anastasiia Gubanova | Georgia                    | 67,56 | 36,90 | 30,66 | 7,71 | 7,39 | 7,75 | 7,61 | 7,86 | 0,00 | 4   | 7   |
| 4   | Karen Chen          | Statele Unite ale Americii | 65,20 | 32,72 | 33,48 | 8,39 | 8,21 | 8,21 | 8,46 | 857  | 1,00 | 9   | 6   |
| 5   | Nicole Schott       | Germania                   | 62,66 | 32,52 | 30,14 | 7,50 | 7,39 | 7,61 | 7,54 | 7,64 | 0,00 | 7   | 5   |
| 6   | Anastasia Șabotova  | Ucraina                    | 62,49 | 35,63 | 26,86 | 6,68 | 6,50 | 6,79 | 6,82 | 6,79 | 0,00 | 2   | 4   |
| 7   | Eliška Březinová    | Cehia                      | 61,05 | 33,97 | 27,08 | 6,79 | 6,50 | 7,00 | 6,64 | 6,93 | 0,00 | 3   | 3   |
| 8   | Lara Naki Gutmann   | Italia                     | 58,52 | 30,78 | 27,74 | 6,79 | 6,93 | 7,00 | 6,96 | 7,00 | 0,00 | 5   | 2   |
| 9   | Zhu Yi              | China                      | 47,03 | 22,34 | 25,69 | 6,57 | 6,46 | 6,07 | 6,64 | 6,36 | 1,00 | 1   | 1   |
| DSQ | Kamila Valieva      | COR                        | 90,18 | 51,67 | 38,51 | 9,46 | 9,43 | 9,82 | 9,71 | 9,71 | 0,00 | 10  | 10  |

### Program liber

#### Masculin
Programul liber masculin s-a desfășurat pe 6 februarie 2022.
| Loc | Nume            | Țară                       | SST    | SET    | SCP   | ÎP   | TR   | PE   | CG   | IN   | P    | NSt | Pt. |
| --- | --------------- | -------------------------- | ------ | ------ | ----- | ---- | ---- | ---- | ---- | ---- | ---- | --- | --- |
| 1   | Yuma Kagiyama   | Japonia                    | 208,94 | 116,50 | 92,44 | 9,29 | 9,00 | 9,43 | 9,25 | 9,25 | 0,00 | 4   | 10  |
| 2   | Mark Kondratiuk | COR                        | 181,65 | 95,09  | 86,56 | 8,75 | 8,39 | 8,75 | 8,68 | 8,71 | 0,00 | 3   | 9   |
| 3   | Vincent Zhou    | Statele Unite ale Americii | 171,44 | 85,24  | 86,20 | 8,71 | 8,46 | 8,54 | 8,75 | 8,64 | 0,00 | 5   | 8   |
| 4   | Jin Boyang      | China                      | 155,04 | 78,26  | 76,78 | 7,93 | 7,32 | 7,75 | 7,75 | 7,64 | 0,00 | 2   | 7   |
| 5   | Roman Sadovsky  | Canada                     | 122,60 | 50,10  | 74,50 | 7,57 | 7,36 | 7,14 | 7,68 | 7,50 | 2,00 | 1   | 6   |

#### Perechi
Programul liber de perechi s-a desfășurat pe 7 februarie 2022.
| Loc | Nume                                    | Țară                       | SST    | SET   | SCP   | ÎP   | TR   | PE   | CG   | IN   | P    | NSt | Pt. |
| --- | --------------------------------------- | -------------------------- | ------ | ----- | ----- | ---- | ---- | ---- | ---- | ---- | ---- | --- | --- |
| 1   | Anastasia Mishina / Aleksandr Galliamov | COR                        | 145,20 | 74,97 | 72,23 | 9,07 | 9,04 | 8,75 | 9,25 | 9,04 | 2,00 | 4   | 10  |
| 2   | Riku Miura / Ryuichi Kihara             | Japonia                    | 139,60 | 70,11 | 69,49 | 8,68 | 8,64 | 8,86 | 8,68 | 8,57 | 0,00 | 2   | 9   |
| 3   | Peng Cheng / Jin Yang                   | China                      | 131,75 | 63,35 | 68,40 | 8,54 | 8,43 | 8,46 | 8,75 | 8,57 | 0,00 | 5   | 8   |
| 4   | Vanessa James / Eric Radford            | Canada                     | 130,07 | 64,46 | 65,61 | 8,11 | 8,04 | 8,32 | 8,25 | 8,29 | 0,00 | 1   | 7   |
| 5   | Alexa Knierim / Brandon Frazier         | Statele Unite ale Americii | 128,97 | 62,74 | 66,23 | 8,36 | 8,21 | 8,11 | 8,39 | 8,32 | 0,00 | 3   | 6   |

#### Dans
Proba de dans liber a avut loc pe 7 februarie 2022.
| Loc | Nume                                   | Țară                       | SST    | SET   | SCP   | ÎP   | TR   | PE   | CG   | IN   | P    | NSt | Pt. |
| --- | -------------------------------------- | -------------------------- | ------ | ----- | ----- | ---- | ---- | ---- | ---- | ---- | ---- | --- | --- |
| 1   | Madison Chock / Evan Bates             | Statele Unite ale Americii | 129,07 | 71,81 | 57,26 | 9,43 | 9,29 | 9,64 | 9,71 | 9,64 | 0,00 | 5   | 10  |
| 2   | Victoria Sinitsina / Nikita Katsalapov | COR                        | 128,17 | 71,42 | 57,75 | 9,61 | 9,46 | 9,71 | 9,64 | 9,71 | 1,00 | 4   | 9   |
| 3   | Piper Gilles / Paul Poirier            | Canada                     | 124,39 | 68,73 | 55,66 | 9,21 | 9,11 | 9,32 | 9,36 | 9,38 | 0,00 | 3   | 8   |
| 4   | Wang Shiyue / Liu Xinyu                | China                      | 107,18 | 57,41 | 49,77 | 8,29 | 8,14 | 8,36 | 8,39 | 8,29 | 0,00 | 2   | 7   |
| 5   | Misato Komatsubara / Tim Koleto        | Japonia                    | 98,66  | 54,29 | 44,37 | 7,36 | 7,25 | 7,43 | 7,54 | 7,39 | 0,00 | 1   | 6   |

#### Feminin
Programul liber feminin s-a desfășurat pe 7 februarie 2022.
| Loc | Nume             | Țară                       | SST    | SET    | SCP   | ÎP   | TR   | PE   | CG   | IN   | P    | NSt | Pt. |
| --- | ---------------- | -------------------------- | ------ | ------ | ----- | ---- | ---- | ---- | ---- | ---- | ---- | --- | --- |
| 1   | Kaori Sakamoto   | Japonia                    | 148,66 | 76,93  | 71,73 | 9,11 | 8,79 | 9,04 | 8,93 | 8,96 | 0,00 | 4   | 9   |
| 2   | Madeline Schizas | Canada                     | 132,04 | 67,53  | 64,51 | 8,00 | 7,86 | 8,14 | 8,18 | 8,14 | 0,00 | 3   | 8   |
| 3   | Karen Chen       | Statele Unite ale Americii | 131,52 | 65,68  | 65,84 | 8,25 | 7,96 | 8,29 | 8,29 | 8,36 | 0,00 | 2   | 7   |
| 4   | Zhu Yi           | China                      | 91,41  | 42,79  | 50,62 | 6,54 | 6,21 | 6,07 | 6,57 | 6,25 | 2,00 | 1   | 6   |
| DSQ | Kamila Valieva   | COR                        | 178,92 | 105,25 | 74,67 | 9,39 | 9,21 | 9,32 | 9,50 | 9,25 | 1,00 | 5   | 10  |

### Total
| Loc | Țară                       | M-PS | D-R | P-SP | F-SP | M-PL                     | P-PL                     | D-L                      | F-PL                     | Pt. |
| --- | -------------------------- | ---- | --- | ---- | ---- | ------------------------ | ------------------------ | ------------------------ | ------------------------ | --- |
| 1   | Statele Unite ale Americii | 10   | 10  | 8    | 6    | 8                        | 6                        | 10                       | 7                        | 65  |
| 2   | Japonia                    | 9    | 4   | 7    | 9    | 10                       | 9                        | 6                        | 9                        | 63  |
| 3   | COR                        | 8    | 9   | 9    | 0    | 9                        | 10                       | 9                        | 0                        | 54  |
| 4   | Canada                     | 3    | 7   | 6    | 8    | 6                        | 7                        | 8                        | 8                        | 53  |
| 5   | China                      | 5    | 6   | 10   | 1    | 7                        | 8                        | 7                        | 6                        | 50  |
| 6   | Georgia                    | 7    | 3   | 5    | 7    | Nu a avansat mai departe | Nu a avansat mai departe | Nu a avansat mai departe | Nu a avansat mai departe | 22  |
| 7   | Italia                     | 6    | 8   | 4    | 2    | Nu a avansat mai departe | Nu a avansat mai departe | Nu a avansat mai departe | Nu a avansat mai departe | 20  |
| 8   | Cehia                      | 4    | 5   | 3    | 3    | Nu a avansat mai departe | Nu a avansat mai departe | Nu a avansat mai departe | Nu a avansat mai departe | 15  |
| 9   | Germania                   | 2    | 1   | 0    | 5    | Nu a avansat mai departe | Nu a avansat mai departe | Nu a avansat mai departe | Nu a avansat mai departe | 8   |
| 10  | Ucraina                    | 0    | 2   | 2    | 4    | Nu a avansat mai departe | Nu a avansat mai departe | Nu a avansat mai departe | Nu a avansat mai departe | 8   |